# Dôme de Nertus
Nertus Tholus
Pour les articles homonymes, voir Nertus.

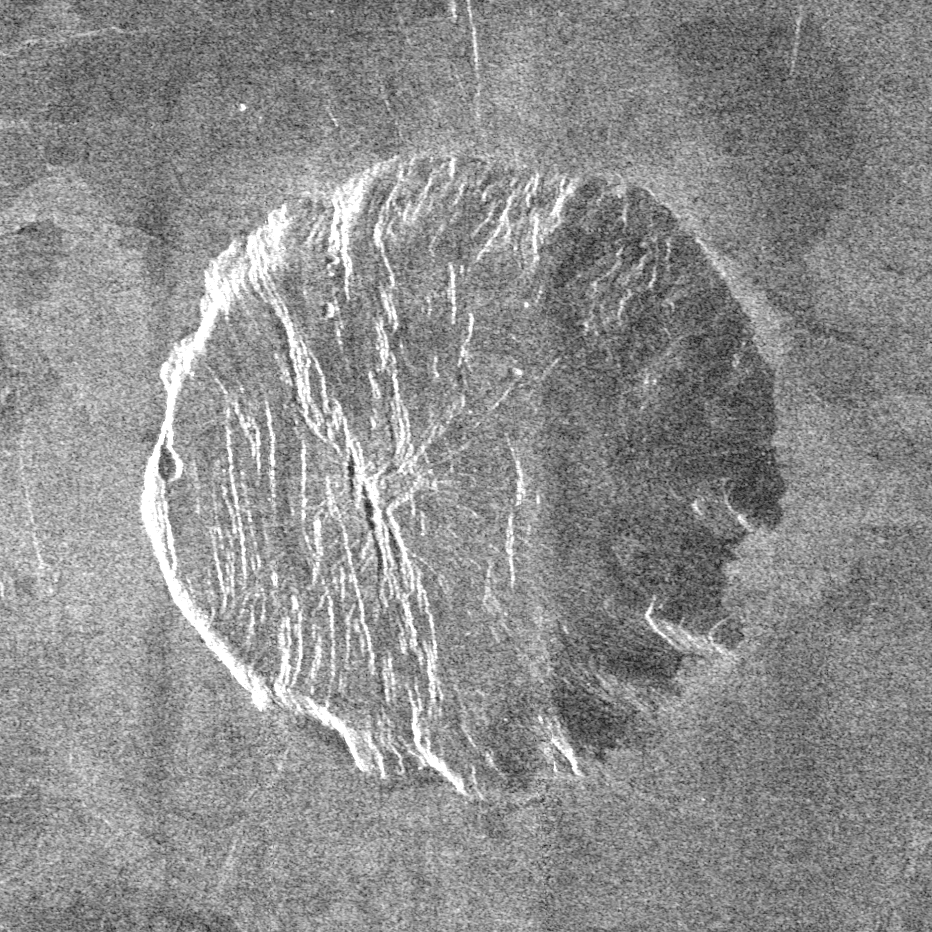
Dôme de Nertus

Le dôme de Nertus (désignation internationale : Nertus Tholus) est un dôme situé sur Vénus dans le quadrangle de Metis Regio. Il a été nommé en référence à Nertus, déesse germanique/nordique de la végétation.